# Anathallis crebrifolia
Anathallis crebrifolia es una especie de orquídea epífita originaria de Brasil donde se encuentra en la Mata Atlántica.

## Taxonomía
Anathallis crebrifolia fue descrito por (Barb.Rodr.) Luer y publicado en Monographs in systematic botany from the Missouri Botanical Garden 112: 118. 2007.
Sinonimia
- Lepanthes crebrifolia Barb.Rodr.
- Pleurothallis crebrifolia (Barb.Rodr.) Cogn.
- Specklinia crebrifolia (Barb.Rodr.) Luer[2][4][5]